# いのつき駅
いのつき駅（いのつきえき）は、長崎県佐世保市江迎町猪調にある松浦鉄道西九州線の駅である。

## 歴史
- 1990年（平成2年）3月10日：開業[1][2]。

## 駅構造

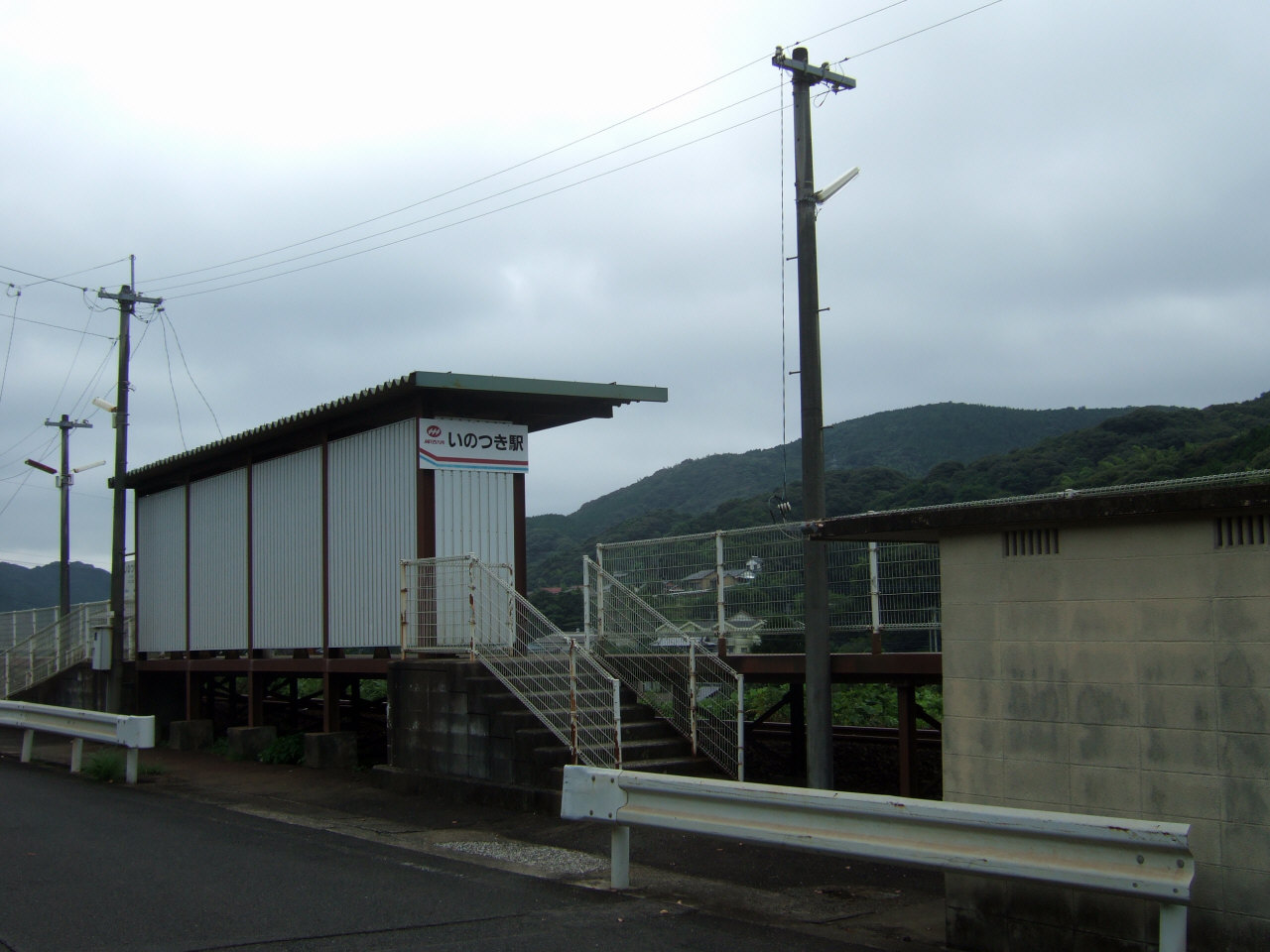
駅待合室とホームの一部（2008年9月）

単式ホーム1面1線を有する地上駅である。無人駅で駅舎は無いが、待合室とトイレ、公衆電話がある。

## 利用状況
1日平均乗車人員は以下の通り。
| 乗車人員推移 | 乗車人員推移 |
| 年度         | 1日平均人数  |
| ------------ | ------------ |
| 1998         | 52           |
| 1999         | 45           |
| 2000         | 47           |
| 2001         | 43           |
| 2002         | 36           |
| 2003         | 46           |
| 2004         | 38           |
| 2005         | 51           |
| 2006         | 37           |
| 2007         | 45           |
| 2008         | 54           |
| 2009         | 46           |
| 2010         | 40           |

## 駅周辺
住宅が数軒ある。猪調の中心集落からはやや離れている。
- 佐世保市立猪調小学校
- 国道204号 - 江迎川の対岸（北側）で西九州線と並行する。

## 隣の駅
松浦鉄道
■西九州線
高岩駅 - いのつき駅 - 潜竜ヶ滝駅